# ウィーナー＝池原の定理
解析学において、ウィーナー＝池原の定理（ウィーナー＝いけはらのていり、英: Wiener-Ikehara theorem）とは、関数の漸近挙動に関するタウバー型定理の一つ。ウィーナー＝池原のタウバー型定理とも呼ばれる。関数のラプラス＝スティルチェス変換の定義域の境界における解析性に関する条件から、元の関数の漸近的性質が得られることを主張する。定理の名は数学者ノーバート・ウィーナーと、ウィーナーの下で指導を受けた池原止戈夫に因む。1931年に池原はウィーナーによるタウバー型定理の初期の結果からこの定理を導き、素数定理のエドムント・ランダウによる証明法の改良を与えた。さらにウィーナーは1932年にフーリエ変換におけるタウバー型定理の論文の中で池原の結果を取り上げるともに、その内容を補完した。現在、ウィーナー＝池原のタウバー型定理は素数定理の標準的な証明法の一つであり、定理の改良が続けられてきている。

## 定理の内容
α(t)を[0, ∞)で非負、非減少関数であるとし、ラプラス＝スティルチェス変換
{\displaystyle f(s)=\int _{0}^{\infty }e^{-st}d\alpha (t)}
はRe(s) > 0で収束するとする。このとき、ある定数Aが存在し、
{\displaystyle g(s)=f(s)-{\frac {A}{s-1}}}
が閉半平面Re(s) ≥ 0に連続拡張可能であれば、t → +∞での漸近的挙動として、
{\displaystyle \alpha (t)\sim Ae^{t}}
が成り立つ。

## 定理の系
解析的整数論では、次のメリン＝スティルチェス変換、もしくはディリクレ級数に適用した次の系が応用される。

### メリン＝スティルチェス変換
ラプラス＝スティルチェス変換において、α(t) の代わりに α(et) をとり、u=et と変数変換すれば、メリン＝スティルチェス変換に対する定理の系が得られる。
α(u)を[1, ∞)で非負、非減少関数であるとし、メリン＝スティルチェス変換
{\displaystyle f(s)=\int _{1}^{\infty }u^{-s}d\alpha (u)}
はRe(s) > 1で収束するとする。このとき、ある定数Aが存在し、
{\displaystyle g(s)=f(s)-{\frac {A}{s-1}}}
が閉半平面Re(s) ≥ 1に連続拡張可能であれば、u → +∞での漸近的挙動として、
{\displaystyle \alpha (u)\sim Au}
が成り立つ。

### ディリクレ級数
数列 {an} から定義される 
{\displaystyle \alpha (t)=\sum _{n\leq e^{t}}a_{n}}
にラプラス＝スティルチェス変換を行えば、次のディリクレ級数に対する定理の系が得られる。
f(s)をan > 0を満たす数列 {an} によって、Re(s) > 1で定義される次の形のディリクレ級数とする。
{\displaystyle f(s)=\sum _{n=1}^{\infty }{\frac {a_{n}}{n^{s}}}}
このとき、正の定数Aが存在し、
{\displaystyle g(s)=f(s)-{\frac {A}{s-1}}}
が閉半平面Re(s) ≥ 1に連続拡張可能であれば、
{\displaystyle s_{n}=\sum _{k=1}^{n}a_{k}}
のn → +∞での漸近的挙動として、
{\displaystyle s_{n}\sim An}
が成り立つ。
同様の結果はエドムント・ランダウによって得られていたが、f(s) の増大条件として、ある定数 c が存在し、
{\displaystyle f(s)=O(|s|^{c})\quad (\operatorname {Re} s\geq 1)}
とする仮定を必要としていた。池原はこの条件を緩和し、より一般的にこの結果が成立することを示した。

## 素数定理への応用

### 素数定理の主張
素数定理は値 x  以下の素数 p の個数
{\displaystyle \pi (x)=\sum _{p\leq x}1}
について、
{\displaystyle \pi (x)\sim {\frac {x}{\ln {x}}}\quad x\to \infty }
が成り立つ、またはそれと同値な内容として、チェビシェフ関数
{\displaystyle \psi (x)=\sum _{p^{k}\leq x}\ln {p}=\sum _{n\leq x}\Lambda (n)}
に対し、
{\displaystyle \psi (x)\sim x\quad x\to \infty }
が成り立つことを述べている。但し、Λ(n) は n=pk (p は素数、k は1以上の整数)のときはln p、それ以外はゼロの値をとるフォン・マンゴルト関数である。

### 証明の概略
素数定理は、リーマンゼータ関数 ζ(s) の対数微分で定義される
{\displaystyle f(s)=-{\frac {\zeta '(s)}{\zeta (s)}}=\sum _{n=1}^{\infty }{\frac {\Lambda (n)}{n^{s}}}}
にウィーナー＝池原の定理を適用することで示すことができる。実際、ζ(s) はRe(s)=1上で零点を持たず、かつ s=1 での留数１の１位の極を除いて、半平面Re(s) ≥ 1で解析的である。
よって、
{\displaystyle g(s)=f(s)-{\frac {1}{s-1}}}
はRe(s) ≥ 1で解析的であり、ディリクレ級数におけるウィーナー＝池原の定理の系からチェビシェフ関数ψ(x)は
{\displaystyle \psi (x)\sim x\quad x\to \infty }
を満たす。